# Teemu Eronen
Teemu Eronen (* 22. listopadu 1990, Vantaa, Finsko) je finský hokejový obránce hrající za tým Jokerit Helsinky.
V roce 2011 byl draftován týmem NHL St. Louis Blues.